# Paratrigona isopterophila
Paratrigona isopterophila är en biart som först beskrevs av Schwarz 1934.  Paratrigona isopterophila ingår i släktet Paratrigona och familjen långtungebin. Inga underarter finns listade i Catalogue of Life.